# Comuna Värnamo
Värnamo (Värnamo kommun) este o comună din comitatul Jönköpings län, Suedia, cu o populație de 33.155 locuitori (2013).

## Geografie

### Zone urbane
Lista celor mai mari zone urbane din comună (anul 2015) conform Biroului Central de Statistică al Suediei:
| Nr | Zona urbană | Pop.   |
| -- | ----------- | ------ |
| 1  | Värnamo     | 19.061 |
| 2  | Rydaholm    | 1.587  |
| 3  | Bredaryd    | 1.549  |
| 4  | Forsheda    | 1.510  |
| 5  | Bor         | 1.263  |
| 6  | Horda       | 363    |
| 7  | Hånger      | 333    |
| 8  | Lanna       | 330    |
| 9  | Kärda       | 315    |
| 10 | Åminne      | 222    |

## Demografie
| \| Evoluția demografică în comuna Värnamo, 1970–2015 \| Evoluția demografică în comuna Värnamo, 1970–2015 \| Evoluția demografică în comuna Värnamo, 1970–2015 \| Evoluția demografică în comuna Värnamo, 1970–2015 \| Evoluția demografică în comuna Värnamo, 1970–2015 \| \| ----------------------------------------------------------------------------------------------------- \| ------------------------------------------------- \| ------------------------------------------------- \| ------------------------------------------------- \| ------------------------------------------------- \| \| An \| \| \| Locuitori \| \| \| 1970 \| 1970 \| \| 29361 \| 29361 \| \| 1975 \| 1975 \| \| 30072 \| 30072 \| \| 1980 \| 1980 \| \| 30342 \| 30342 \| \| 1985 \| 1985 \| \| 30668 \| 30668 \| \| 1990 \| 1990 \| \| 31315 \| 31315 \| \| 1995 \| 1995 \| \| 31582 \| 31582 \| \| 2000 \| 2000 \| \| 32256 \| 32256 \| \| 2005 \| 2005 \| \| 32700 \| 32700 \| \| 2010 \| 2010 \| \| 32833 \| 32833 \| \| 2015 \| 2015 \| \| 33473 \| 33473 \| \| Sursa: SCB - Statistika Centralbyrån, Folkmängd efter region, civilstånd, ålder och kön. År 1968–2016 \| \| \| \| \| |      |  |           |       |
| Evoluția demografică în comuna Värnamo, 1970–2015 |      |  |           |       |
| An |      |  | Locuitori |       |
| 1970 | 1970 |  | 29361     | 29361 |
| 1975 | 1975 |  | 30072     | 30072 |
| 1980 | 1980 |  | 30342     | 30342 |
| 1985 | 1985 |  | 30668     | 30668 |
| 1990 | 1990 |  | 31315     | 31315 |
| 1995 | 1995 |  | 31582     | 31582 |
| 2000 | 2000 |  | 32256     | 32256 |
| 2005 | 2005 |  | 32700     | 32700 |
| 2010 | 2010 |  | 32833     | 32833 |
| 2015 | 2015 |  | 33473     | 33473 |
| Sursa: SCB - Statistika Centralbyrån, Folkmängd efter region, civilstånd, ålder och kön. År 1968–2016 |      |  |           |       |